# Portada/article octubre 2

## Mohandas Gandhi
Mohandas Karamchand Gandhi (2 d'octubre de 1869 – 30 de gener de 1948) va ser un pensador i polític indi. Se'l coneix amb el sobrenom de Mahatma o Mahatma Gandhi. Fou un dels pares de la independència de la nació índia i la desaparició del Raj Britànic mitjançant l'ús de la no violència.